# 1402
1402 (MCDII) a fost un an comun al calendarului iulian, care a început într-o zi de duminică.

## Evenimente
- 20 iulie: Bătălia de la Ankara. Conflict între forțele Imperiului Otoman conduse de Baiazid I și cele ale Imperiului Timurid conduse de Timur Lenk.

### Nedatate
- noiembrie: Bătălia de la Tripolje (Serbia). Cneazul sârb Ștefan Lazarevici înfrânge răscoala familiei Brankovici.

- Aducerea moaștelor Sfântului Ioan cel Nou Arhivat în 27 decembrie 2009, la Wayback Machine. de la Cetatea Albă la Suceava de către Alexandru cel Bun (după alți istorici acest eveniment s-ar fi petrecut în 1415).

## Arte, științe, literatură și filozofie
- Începe construirea primăriei din Bruxelles, Belgia.

## Nașteri
- 1 februarie: Eleanor de Aragon, regină a Portugaliei (d. 1445)

## Decese
- 1 august: Edmund de Langley, primul Duce de York, 61 ani (n. 1341)